# Guerchy
Guerchy foi uma comuna francesa na região administrativa de Borgonha-Franco-Condado, no departamento de Yonne. Estendia-se por uma área de 12,03 km². Em 2010 a comuna tinha 1 811 habitantes (densidade: 150,5 hab./km²).
Em 1 de janeiro de 2016, passou a formar parte da nova comuna de Valravillon.